# Wilson River Bridge No. 01499
Wilson River Bridge No. 01499, ist eine Bogenbrücke in der Nähe von Tillamook in Oregon. Das 1931 errichtete Bauwerk wurde durch Conde McCullough in einer Mischung von Neoklassizismus und Art déco entworfen. Sie hat eine Länge von 54 m und führt den U.S. Highway 101 über den Wilson River.
Der Historic American Bridges Survey beschreibt das Bauwerk wie folgt:

„Die Wilson River Bridge in Tillamook ist die erste Stahlbeton-Bogenträgerbrücke, die im Pazifischen Nordwesten der Vereinigten Staaten gebaut wurde. In den 1910er Jahren arbeitete ihr Architekt, Conde B. McCullough, für das Brückbauunternehmen Marsh Engineering aus Des Moines, Iowa. Deren Gründer James B. Marsh hatte 1912 ein Patent einer "Regenbogen"-Stahlbetonbrücke angemeldet, die er in der Frühzeit des 20. Jahrhunderts an vielen Stellen in den Bundesstaaten Kansas und Iowa baute. Der Erfolg der Marsh'schen Version einer Stahlbetonbogenbrücke, die Winkeleisen und Beton verwendete, könnte C. B. McCullough in seiner Entscheidung beeinflusst haben, diese Form am Wilson River und kurz darauf auch bei den nahezu identischen Bauwerken über den Ten Mile Creek und den Big Creek im Lane County, Oregon zu verwenden. McCullough unterschied sich von Marsh dadurch, dass er in seinen Bögen Stahlbetonträger statt Stahlplatten verwendete. Er erschuf so auch die ersten Stahlbetonbogenbrücken im Pazifischen Nordwesten, der Region der Vereinigten Staaten, die das westliche Montana, das nördliche Idaho, Washington und Oregon umfasst.“

Das Bauwerk wurde am 5. August 2005 in das National Register of Historic Places eingetragen.